# Fotojornalistas no Brasil
O fotojornalista é um jornalista/repórter-fotográfico, segmento da profissão de Jornalismo. Não confunda fotojornalista com fotógrafo. Ao repórter-fotográfico cabe registrar fotograficamente quaisquer fatos ou assuntos de interesse jornalístico. No Brasil o exercício da profissão de fotojornalista é livre, em todo o território nacional e foi amparado pelo DECRETO-LEI Nº 972, DE 17 DE OUTUBRO DE 1969. 
O Supremo Tribunal Federal (STF) decidiu em 17 de junho de 2009, que jornalista não precisa ter diploma para exercer a profissão. Por 8 votos a 1, o STF derrubou a exigência do diploma de jornalismo. Essa obrigatoriedade tinha sido imposta por um decreto-lei de 1969, época em que o País era governado pela ditadura militar. 
No caso dos fotojornalistas, a exigência de diploma de jornalista nunca foi exigida.  Na Constituição brasileira de 1988, no artigo 5o, incisos IX e XIII, e o artigo 220, tratam da liberdade de manifestação do pensamento e da informação, bem como da liberdade de exercício da profissão.

## Formação
A formação prática de fotojornalistas no Brasil, desde os anos 60, não mudou a trajetória da história visto através da fotografia. Muitos deles continuam em plena atividade, partindo para o campo de documentação, projetos especiais, ministrando aulas e se tornaram fundadores e proprietários de agências de fotojornalismo. 
A polêmica derrubada do diploma de jornalista, não atingiu, de fato, este segmento da categoria. Com a praticidade e origem de equipamentos fotográficos digitais, a popularização da profissão, a mídia da imagem, foi massificada.